# گری موریس
گِرِی موریس (انگلیسی: Grae Morris؛ زادهٔ ۱۶ اکتبر ۲۰۰۳) قایقران قایق بادبانی اهل استرالیا است.
وی در مسابقات کشوری و بین‌المللی در مجموع برندهٔ ۱ مدال نقره شده است.